# Dextroamphétamine
La dextroamphétamine (ou dexamphétamine), est un médicament servant à traiter l'hyperactivité ou la narcolepsie, le TDA, ainsi que l'hypersomnie. C'est l'énantiomère S dextrogyre de l'amphétamine. La dextroamphétamine a des propriétés neurostimulantes.
Elle est commercialisée en forme sulfate sous le nom de Dexedrine et Attentin, cette dernière bénéficiant en France d'une autorisation d'accès compassionel dans le traitement de la narcolepsie et de l'hypersomnie.